# Uncharted: Drake's Fortune
Uncharted: Drake's Fortune è un videogioco d'avventura dinamica del 2007, sviluppato da Naughty Dog e pubblicato da Sony Computer Entertainment per PlayStation 3. Si tratta del primo capitolo principale della fortunata saga di videogiochi Uncharted.
Il gioco è stato accolto positivamente dalla critica e ha registrato un ottimo numero di vendite, tanto da rientrare nella collana dei Titoli Platinum per PlayStation 3.

## Trama

Drake e Sullivan in una scena del gioco

Al largo delle coste di Panama, Nathan "Nate" Drake recupera dal fondo dell'oceano la bara dell'esploratore e corsaro inglese, nonché suo antenato, Sir Francis Drake. L'evento è ripreso dalla giornalista Elena Fisher, la cui compagnia ha finanziato l'impresa per avere un buon documentario. Nella bara però non sono presenti le spoglie di Sir Francis, ma solo il suo diario (la cui ultima pagina è stata strappata) contenente la locazione di El Dorado. In quel momento, i due vengono attaccati da dei pirati, ma in loro soccorso arriva Victor Sullivan detto "Sully", amico di Nathan.
Liberatisi della giornalista, Nathan e Sully si recano in Colombia, dove secondo le informazioni contenute nel diario dovrebbe trovarsi El Dorado. Risalendo il Rio delle Amazzoni trovano un antico tempio Inca e scoprono che El Dorado non è una città, ma un'enorme statua d'oro, che però i Conquistadores rimossero circa 400 anni prima dell'arrivo del duo.
Seguendo le tracce sugli spostamenti della statua, il duo scopre un sottomarino tedesco risalente all'epoca nazista, incagliato da tempo nel Rio delle Amazzoni. Mentre Sully lo aspetta fuori, Nathan si addentra nel sommergibile, e al suo interno, trova la parte mancante del diario di Drake, per l'esattezza una mappa che rivela l'esistenza di un'isola nell'Oceano Pacifico dove la statua fu probabilmente portata. Uscito dal sommergibile, Nathan scopre Sully ostaggio di Gabriel Roman, un cacciatore di tesori che si avvale di mercenari tra i quali Atoq Navarro, un archeologo che conosce la leggenda della statua. Nonostante Nathan consegni la mappa appena trovata a Gabriel, questi spara comunque a Sully in petto e Nate è costretto a fuggire: durante la fuga ritrova Elena, adirata per il fatto che l'abbiano abbandonata. Il duo rapidamente sale sull'aereo di Sully e si dirige verso l'isola dove si troverebbe la statua.
In prossimità dell'isola, l'aereo viene colpito: per salvarsi i due si lanciano col paracadute, ma rimangono divisi. Messosi in cerca della ragazza ed esplorando l'isola, Nathan avvista il paracadute di Elena, impigliato in un vecchio forte spagnolo, e decide di recarvisi. Durante il tragitto viene catturato da Eddy Raja, un suo vecchio rivale ora dedito alla pirateria; poiché è alleato di Roman, Eddy cerca di obbligarlo ad aiutarlo nella ricerca di El Dorado, ma Elena arriva con una jeep e sradica la parete della prigione in cui si trovava. Fuggono insieme, inseguiti nella giungla, e si dirigono presso i resti di una colonia spagnola: una città abbandonata e semi-sommersa dall'acqua. Qui Elena capisce che probabilmente la statua è arrivata sull'isola proprio presso la colonia spagnola. Mentre cercano il tesoro, le cose si complicano con l'arrivo sull'isola di Gabriel, Navarro e i loro mercenari, insieme a un redivivo Sully. Questi si inoltrano verso l'entroterra nella direzione di un vecchio monastero, quindi Nate ed Elena decidono di andare a recuperare Sully.
I due risalgono così il fiume e, giunti al monastero, si riuniscono a Sully che, sopravvissuto miracolosamente grazie al diario che attutì il colpo, finge di aiutare Gabriel e i suoi uomini fornendo loro false piste, mentre in verità ha trovato reali prove che il tesoro è stato portato fin lì. Nathan ed Elena esplorano le catacombe sotto al monastero dove si troverebbe la statua e lì sotto trovano lo scheletro di Francis Drake, lasciando Nathan scoraggiato poiché ritiene che l'antenato ha perso la vita senza neanche trovare il tesoro. In quel momento si imbattono in Eddy che fugge inseguito da esseri umani, mutati e vagamente simili a zombie, e dotati di incredibile forza e velocità. Eddy perisce sotto i loro attacchi, mentre Nathan ed Elena riescono a scappare e si ritrovano in una vecchia base tedesca costruita nell'isola durante la seconda guerra mondiale, poiché anche i tedeschi avevano provato a cercare El Dorado. Per proseguire serve ridare energia al bunker, quindi Nathan si avventura da solo nel complesso sfidando ancora gli esseri umani mutati. Dopo aver messo in moto il generatore, Nathan trova un filmato in cui vede come i tedeschi scoprirono la statua, ma non riuscirono a capire in tempo che in essa si celava quella che appariva essere una terribile maledizione, la quale aveva trasformato i soldati esposti in mutanti. Scopre anche, attraverso una lettera, come Francis Drake molto tempo prima sacrificò la sua vita e distrusse la colonia per impedire che la statua lasciasse l'isola, evitando la distruzione del mondo con i suoi effetti.
Nathan si appresta a tornare da Elena quando scopre che è stata catturata da Gabriel e Navarro, quindi affronta sia i mercenari di Gabriel sia i mutanti. Riesce a tornare da Sully e insieme si dirigono nel punto in cui è nascosto El Dorado per impedire che lasci l'isola. Tuttavia, arrivati alla statua, scoprono che è già stata trovata da Gabriel e dai suoi uomini. Navarro suggerisce a Gabriel di aprirla per trovarvi il "vero tesoro", così facendo scopre che la statua d'oro in realtà altro non è che un sarcofago contenente una mummia che rilascia delle spore. Dopo averle inalate, Gabriel si trasforma anche lui in un mutante, aggressivo e fuori controllo, ma viene subito ucciso da Navarro. Si scopre così che quest'ultimo conosceva la leggenda e il segreto di El Dorado fin dall'inizio, e che era alla ricerca del tesoro non per l'oro, bensì per il potere mutante delle spore da impiegare sulle persone per poi usarle come armi biologiche. In quel momento arrivano sul posto i mutanti, che fanno fuori tutti i mercenari presenti.
Tenendo ancora in ostaggio Elena, Navarro usa un elicottero per recuperare la statua, ma Nathan riesce a saltare al volo sul velivolo mentre Sully si occupa di eliminare i mutanti. L'elicottero però si schianta sul ponte della nave di Navarro. Durante la battaglia finale, Nathan riesce a liberarsi della statua buttandola in acqua e trascinando anche Navarro sul fondo del mare. Nathan infine salva Elena e, sul punto di baciarsi, vengono interrotti da Sully, che è riuscito a rubare una barca con un sostanzioso bottino d'oro per tutti e tre. Quando lasciano l'isola, Elena ricorda a Nathan che gli deve ancora una storia per il suo show e Nathan le promette che l'avrà.

## Personaggi
- Nathan Drake: Chiamato confidenzialmente Nate, è un avventuriero cacciatore di tesori che si trova spesso in conflitto con colleghi-rivali come Gabriel Roman. È abile nell'uso di ogni tipo di arma ed è estremamente attento all'ambiente in cui si trova, pronto a trovare un antico tempio Inca anche grazie a un minimo appiglio su una roccia. Simpatico e carismatico, crede in una leggenda familiare secondo cui sarebbe un discendente del noto avventuriero Sir Francis Drake. Si ritrova a collaborare con Elena Fisher dopo che viene contattato da quest'ultima affinché partecipi alla sua trasmissione. La voce italiana è di Matteo Zanotti.
- Elena Fisher: È una giovane e bella ragazza che conduce una trasmissione archeologica in televisione. Non si separa mai dalla sua videocamera, tanto che rischia di morire per non perderla. Entra in contatto con Nathan Drake quando la sua emittente si offre di pagare la ricerca della bara di Sir Francis Drake. Contrariamente a quanto ci si aspetti, Elena è tanto intraprendente quanto bella, tanto che salva Nathan in più di un'occasione. Impara sul campo l'uso delle armi da fuoco. La voce italiana è di Loretta Di Pisa.
- Victor Sullivan: Detto comunemente Sully, è un vecchio amico di Nathan Drake ossessionato come quest'ultimo da El Dorado. Perennemente con un sigaro in bocca, è simpatico e burlone, ma ormai non ha più l'età per cimentarsi in acrobazie come Nathan. Un suo grave problema sono i debiti di gioco, che lo porteranno a rischiare la vita sotto i colpi di Gabriel Roman. Tuttavia, nonostante i sospetti di Elena, Sully non tradirà l'amico e lo salverà dalle grinfie dei mercenari. La voce italiana è di Giovanni Battezzato.
- Gabriel Roman: Potente e ricchissimo cacciatore di tesori, nonché rivale di Nathan Drake, non esiterà a scatenargli contro un vero e proprio esercito paramilitare composto da migliaia di mercenari, centinaia di pirati, elicotteri, mezzi corazzati, barche e navi. Il suo scopo è trovare El Dorado e si avvale di ogni mezzo per riuscirci. Sfortunatamente ignora la maledizione del tesoro, che lo porterà alla morte. La voce italiana è di Alberto Olivero.
- Atoq Navarro: Braccio destro di Roman e capo dei mercenari, è un uomo molto astuto. Per la maggior parte della storia fa da comparsa, per poi uccidere Roman divenuto un mutante dopo la trasformazione. Navarro era a conoscenza della maledizione della statua e aveva intenzione di sfruttarla per venderla come arma e fare miliardi di dollari. Nella battaglia finale contro Nate finisce per essere trascinato, assieme la statua, sul fondo dell'oceano, dove trova la morte. La voce italiana è di Ivo De Palma.
- Eddy Raja: Capo dei pirati indonesiani al servizio di Gabriel Roman. Assale la barca di Nathan al largo di Panamá e lo cattura in una fortezza dell'isola di El Dorado. Raja parla correttamente l'inglese, ma si avvale di colorite espressioni indonesiane. È armato con una potente Desert Eagle placcata d'oro, ma utilizza perfettamente anche altre armi, specialmente il fucile a pompa. La voce italiana è di Daniele Demma.
- Mercenari: Un folto gruppo di delinquenti agli ordini di Atoq Navarro e Gabriel Roman. Sono armati con SPAS-12, Desert Eagle con mirino laser, M4, fucili da cecchino e granate assortite. Sebbene non abbiano l'addestramento di un esercito regolare, sono molto tenaci ed eccellono in gran parte dei combattimenti. Sono circa un migliaio e sono i più comuni nemici di Nathan Drake sull'isola.
- Pirati: I terribili pirati indonesiani di Eddy Raja, che imperversano nei mari a bordo di potenti motoscafi, gommoni e moto d'acqua. Sono armati di AK-47, Mini UZI, fucili a pompa e pistole. Sono circa settecento.
- Discendenti: I mutanti che abitano nelle catacombe. Secondo alcuni documenti trovati da Nathan Drake sono spagnoli e nazisti maledetti dal tesoro di El Dorado. Nascono quando il virus contenuto nella mummia di El Dorado infetta gli umani, trasformandoli in selvagge e animalesche creature incredibilmente forti, muscolose e veloci. Hanno la pelle di colore grigio perché vivono sostanzialmente sotto terra e indossano abiti tribali, non sono in grado di parlare, ma sono abbastanza intelligenti da costruire delle trappole. Nella cripta del tesoro sotto il monastero dell'isola, loro dimora, stermineranno le centinaia di pirati di Eddy Raja e daranno filo da torcere agli ultimi mercenari di Gabriel Roman. Nella lotta contro Nathan Drake, i pirati e i mercenari, i Discendenti saranno quasi sterminati.

## Modalità di gioco
Il gameplay di Uncharted: Drake's Fortune è una miscela tra un videogioco a piattaforme 3D e uno sparatutto in terza persona. Il giocatore controlla Nathan Drake, il quale può eseguire diverse azioni: arrampicarsi sulle piattaforme, aggrapparsi su appigli di varia natura e spostarsi da una piattaforma all'altra. La visuale è in terza persona e la telecamera si sposta sulla spalla di Nathan quando viene premuto il pulsante utilizzato per mirare.
Il gioco include anche delle sezioni che prevedono l'utilizzo di alcuni mezzi di trasporto: in una sezione Nathan ed Elena sono su una jeep con Elena alla guida e Nathan che difende il mezzo, utilizzando una torretta montata sulla jeep stessa mentre, in altre sezioni, Nathan ed Elena sono a bordo di una moto d'acqua con Nathan alla guida ed Elena che spara ai nemici.
Attraverso i vari livelli sono nascosti 60 tesori che brilleranno rivelando la loro presenza; questi tesori non hanno un effetto diretto sul gameplay, ma collezionandoli si potranno guadagnare "punti medaglia". I punti medaglia si ottengono in vari modi: effettuando diverse uccisioni con un'arma specifica, sparando alla testa dei nemici in sequenza o utilizzando un metodo specifico per eliminarli. Rigiocando il gioco dall'inizio, il giocatore potrà usare i punti medaglia per utilizzare le armi sbloccate (come la pistola dorata di Eddy), sbloccare dei making of o cambiare costume per Nathan (come il costume da pirata). Con l'aggiornamento 1.2 sono stati aggiunti i trofei.

## Grafica e tecnologia
Quando Uncharted fu pubblicato venne subito considerato la prima killer application di PlayStation 3, grazie alla grafica e al realismo di alto impatto ottenuti dal Naughty Dog Game Engine.
Naughty Dog ha certificato che Uncharted sfruttava solo il 30% delle Synergistic Processing Element (SPE) e del processore Cell permettendo di ottenere effetti HDRI, ombreggiatura shader, shadowing e texture mapping molto fuori dal comune; ciò è stato reso possibile sfruttando anche il grande spazio di archiviazione presente su Blu-ray Disc.
Inoltre, Sony Computer Entertainment chiese ai programmatori di Naughty Dog di dedicare molto tempo allo studio dell'hardware della PlayStation 3 per sfruttare nuove tecniche di sviluppo come il calcolo parallelo, che hanno reso possibile, oltre alla resa grafica, una continua fluidità di ben oltre 3000 diverse animazioni.
Uncharted ha una risoluzione nativa standard HDTV 1280x720 pixel, e utilizza lo MSAA 2x come antialiasing per smussare le scalettature dei bordi dei poligoni. Naughty Dog ha fatto in modo di mantenere un framerate solidissimo, con un'oscillazione tra i 29 e i 30 fps, con uno screen tearing relativamente medio-basso che varia tra il 3,6 e l'11,50%.
Al contrario la versione Remastered del titolo, sviluppata dalla BluePoint ha una risoluzione nativa di 1920x1080 pixel e mantiene un'oscillazione tra i 55 e i 60 fps. In questa versione sono anche state migliorate le texture e i volti dei personaggi, molto più reali rispetto alla versione originale.

## Colonna sonora
La colonna sonora del gioco è stata composta da Greg Edmonson.

## Accoglienza
Dopo due mesi dal lancio, Uncharted: Drake's Fortune ha venduto in tutto il mondo più di un milione di copie, di cui 550 000 in Europa, 400 000 in USA e 50 000 in Giappone. All'E3 del 2007, Sony ha annunciato che il gioco aveva raggiunto globalmente la quota di 2,6 milioni di copie.
L'avventura è stata universalmente acclamata come una delle migliori produzioni dell'anno, ricevendo diverse candidature tra cui quella per il miglior avanzamento tecnico ai Bafta Games Award del 2007, quella per il miglior sound editing al Golden Reel Award della Motion Picture Sound Editors, oltre che permettere la nomina di Evan Wells e Cristophe Balestra come migliori visual artist alla Game Developers Choice Awards del 2008. IGN ha premiato il gioco nella categoria PS3 Game of the Year del 2007. In Italia, la rivista Play Generation ha recensito il gioco definendolo un titolo breve ma intenso, in grado di offrire un'avventura accessibile a chiunque, impreziosita da un comparto grafico di prima categoria.

## Seguiti
I seguiti del gioco sono intitolati Uncharted 2: Il covo dei ladri, uscito nell'ottobre del 2009, Uncharted 3: L'inganno di Drake, uscito a novembre del 2011 e Uncharted 4: Fine di un ladro, uscito a maggio del 2016.
Nell'ottobre 2015 è uscita Uncharted: The Nathan Drake Collection, una raccolta dei primi tre titoli della saga Uncharted in versione rimasterizzata per PS4, pubblicata gratuitamente come regalo per gli abbonati al servizio PlayStation Plus nel mese di gennaio 2020.